# 2021 en science-fiction
| Années de la science-fiction : 2018 - 2019 - 2020 - 2021 - 2022 - 2023 - 2024    |
| Décennies de la science-fiction : 1990 - 2000 - 2010 - 2020 - 2030 - 2040 - 2050 |

L'année 2021 est marquée, en matière de science-fiction, par les événements suivants.

## Naissances et décès

### Décès
- 14 janvier : Storm Constantine, écrivain britannique, née en 1956, morte à 64 ans.
- 28 janvier : Kathleen Ann Goonan, écrivain américaine, née en 1952, morte à 68 ans.
- 15 juillet : William F. Nolan, écrivain américain, né en 1928, mort à 93 ans.
- 25 juillet : Henri Vernes, écrivain belge, né en 1918, mort à 102 ans.
- 3 août : Lorris Murail, écrivain français, né en 1951, mort à 70 ans.
- 8 août : Jaan Kaplinski, écrivain estonien, né en 1941, mort à 80 ans.
- 22 novembre : Miquel Barceló García, écrivain espagnol, né en 1948, mort à 72 ans.

## Prix

### Prix Hugo
- Roman : Effet de réseau (Network Effect) par Martha Wells
- Roman court : L'Impératrice du Sel et de la Fortune (The Empress of Salt and Fortune) par Nghi Vo
- Nouvelle longue : Deux vérités, un mensonge (Two Truths and a Lie) par Sarah Pinsker
- Nouvelle courte : Metal Like Blood in the Dark par T. Kingfisher
- Série littéraire : Journal d'un AssaSynth (The Murderbot Diaries) par Martha Wells
- Livre non-fictif ou apparenté : Beowulf: A New Translation par Maria Dahvana Headley (en)
- Histoire graphique : Parable of the Sower: A Graphic Novel Adaptation, adapté par Damian Duffy d'après le roman d'Octavia E. Butler, dessiné par John Jennings
- Présentation dramatique (format long) : The Old Guard (The Old Guard), film réalisé par Gina Prince-Bythewood, écrit par Greg Rucka
- Présentation dramatique (format court) : The Good Place : Quand vous êtes prêts (Whenever You’re Ready), épisode écrit et réalisé par Michael Schur
- Éditeur de nouvelles : Ellen Datlow
- Éditeur de romans : Diana M. Pho
- Artiste professionnel : Rovina Cai
- Magazine semi-professionnel : FIYAH Magazine of Black Speculative Fiction (en), édité par Troy L. Wiggins, rédacteurs en chef DaVaun Sanders et Eboni Dunbar, chargé de la poésie Brandon O’Brien, critiques et réseaux sociaux Brent Lambert, directeur artistique L. D. Lewis ainsi que l'équipe du FIYAH
- Magazine amateur : nerds of a feather, flock together, édité par Adri Joy, Joe Sherry, The G et Vance Kotrla
- Podcast amateur : The Coode Street Podcast, présenté par Jonathan Strahan et Gary K. Wolfe, produit par Jonathan Strahan
- Écrivain amateur : Elsa Sjunneson (en)
- Artiste amateur : Sara Felix
- Prix Lodestar du meilleur livre pour jeunes adultes : A Wizard’s Guide to Defensive Baking par T. Kingfisher
- Prix Astounding : Emily Tesh
- Jeu vidéo : Hades, développé et publié par Supergiant Games

### Prix Nebula
- Roman : Maître des djinns (A Master of Djinn) par P. Djèlí Clark
- Roman court : Et que désirez-vous ce soir (And What Can We Offer You Tonight) par Premee Mohamed
- Nouvelle longue : O2 Arena par Oghenechovwe Donald Ekpeki (en)
- Nouvelle courte : Where Oaken Hearts Do Gather par Sarah Pinsker
- Scénario pour un jeu : Thirsty Sword Lesbians par April Kit Walsh, Whitney Delagio, Dominique Dickey, Jonaya Kemper, Alexis Sara et Rae Nedjadi
- Prix Andre-Norton : A Snake Falls to Earth par Darcie Little Badger
- Prix Ray-Bradbury : la mini-série télévisée 'WandaVision créé par Jac Schaeffer
- Prix Solstice : Petra Mayer (en), Arley Sorg et Troy L. Wiggins
- Prix du service pour la SFWA : Colin Coyle
- Grand maître : Mercedes Lackey

### Prix Locus
- Roman de science-fiction : Effet de réseau (Network Effect) par Martha Wells
- Roman de fantasy : Genèse de la cité (The City We Became) par N. K. Jemisin
- Roman d'horreur : Mexican Gothic (Mexican Gothic) par Silvia Moreno-Garcia
- Roman pour jeunes adultes : Guide pratique pour boulangère magique (A Wizard’s Guide to Defensive Baking) par T. Kingfisher
- Premier roman : Elatsoe par Darcie Little Badger
- Roman court : Ring Shout : Cantique rituel (Ring Shout) par P. Djèlí Clark
- Nouvelle longue : La Pilule (The Pill) par Meg Elison
- Nouvelle courte : Little Free Library par Naomi Kritzer (en)
- Recueil de nouvelles : The Hidden Girl and Other Stories par Ken Liu
- Anthologie : The Book of Dragons par Jonathan Strahan, éd.
- Livre non-fictif : The Magic of Terry Pratchett par Marc Burrows
- Livre d'art : The Art of NASA: The Illustrations that Sold the Missions par Piers Bizony (en)
- Éditeur : Ellen Datlow
- Magazine : Tor.com
- Maison d'édition : Tor Books
- Artiste : John Picacio (en)
- Prix spécial 2021 (amplification de l'expression des diversités) : Bill Campbell et Rosarium Publishing

### Prix British Science Fiction
- Roman : Shards of Earth par Adrian Tchaikovsky
- Fiction courte : Fireheart Tiger par Aliette de Bodard

### Prix Arthur-C.-Clarke
- Lauréat : The Animals in that Country par Laura Jean McKay (en)

### Prix Sidewise
- Format long : Civilizations par Laurent Binet
- Format court : Gunpowder Treason par Alan Smale

### Prix E. E. Smith Memorial
- Lauréat : Anthony R. Lewis

### Prix Theodore-Sturgeon
- Lauréat : An Important Failure par Rebecca Campbell

### Prix Lambda Literary
- Fiction spéculative : Everyone on the Moon Is Essential Personnel par Julian K. Jarboe

### Prix Seiun
- Roman japonais : Military Logistics of Star System Izumo (9 volumes) par Jouji Hayashi

### Grand prix de l'Imaginaire
- Roman francophone : Le Sanctuaire par Laurine Roux
- Nouvelle francophone : Toxiques dans les prés par Claude Ecken

### Prix Kurd-Laßwitz
- Roman germanophone : Eines Menschen Flügel par Andreas Eschbach

### Prix Curt-Siodmak
- Film de science-fiction : non décerné
- Série de science-fiction : The Expanse
- Production allemande de science-fiction : non décerné

## Sorties audiovisuelles

### Films
- Apex par Edward John Drake (en).
- Chaos Walking par Doug Liman.
- Don't Look Up : Déni cosmique par Adam McKay.
- Dune par Denis Villeneuve.
- Free Guy par Shawn Levy.
- Godzilla vs. Kong par Adam Wingard.
- Infinite par Antoine Fuqua.
- The Tomorrow War par Chris McKay.

### Séries
- Doctor Who, saison 13.
- The Expanse, saison 6.
- Foundation, saison 1.
- Perdus dans l'espace, saison 3.
- Star Trek: Discovery, saison 4.
- Star Trek: Lower Decks, saison 2.
- Star Wars: The Bad Batch, saison 1.
- Star Wars: The Book of Boba Fett.
- Star Wars: Visions, saison 1.